# Sinployea tenuicostata
Sinployea tenuicostata foi uma espécie de gastrópodes da família Charopidae.
Foi endémica das Ilhas Cook.